# 韓勝憲
韓 勝憲（ハン・スンホン、1934年9月29日 - 2022年4月20日）は、大韓民国の法律家。雅号は山民。

## 人物
全羅北道出身。1957年全北大学校政治学科卒業。同年高等考試司法科に合格し、軍法務官に任命された。1960年にソウル地方検察庁検事となり、1965年に弁護士を開業。1972年アムネスティ・インターナショナル韓国委員会理事、1973年民主回復国民会議中央委員、1974年自由実践文人協議会会員、韓国キリスト教教会協議会人権委員などを歴任し、民主化運動で軍事独裁政権に逮捕・拘留された人々の弁護に尽力したが、1975年の『ある弔辞』筆禍事件で、翌年から1983年まで弁護士資格を剥奪された。1980年の金大中内乱陰謀事件で拘束されたが、1987年には民主憲法争取国民運動本部常任共同代表を務めた。また1967年から1998年まで韓国記者協会法律顧問。
民主化後の1993年には、金大中拉致事件の真相糾明のための市民の会共同代表に就任し、金大中政権発足後、監査院の院長、盧武鉉政権では司法制度改革推進委員会委員長を務めた。また韓国著作権研究所所長を務めた。
著書に『虚像と真実』（1985年）、『韓国の政治裁判』（1997年）、『分断代の法廷』（2006年）、『韓勝憲弁護士弁論事件実録』（2006）などがある。